# マレーシアの首相
マレーシアの首相（マレーシアのしゅしょう、マレー語: Perdana Menteri Malaysia）は、マレーシアの政府の長たる首相。

## 概説
選挙によって下院（Dewan Rakyat）の最大政党の党首が選ばれ、マレーシアの国王（アゴン）により任命される。任期は5年。1957年の独立以来、与党連合の国民戦線（Barisan Nasional）の統一マレー国民組織（UMNO）党首が首相に就いていたが2018年に政権交代が起こった。

## 歴代のマレーシア首相
| マラヤ連邦主任大臣 | マラヤ連邦主任大臣 | マラヤ連邦主任大臣 | マラヤ連邦主任大臣             | マラヤ連邦主任大臣                    | マラヤ連邦主任大臣         | マラヤ連邦主任大臣            | マラヤ連邦主任大臣 |
| 代                 | 期                 | 首相               | 首相                           | 出身党派                              | 内閣                       | 在任期間                      | 備考               |
| ------------------ | ------------------ | ------------------ | ------------------------------ | ------------------------------------- | -------------------------- | ----------------------------- | ------------------ |
| 01                 | 1                  |                    | トゥンク・アブドゥル・ラーマン | 統一マレー国民組織 （同盟）           | 第1次                      | 1955年8月4日- 1957年8月28日   |                    |
| マラヤ連邦首相     |                    |                    |                                |                                       |                            |                               |                    |
| 代                 | 期                 | 首相               | 首相                           | 出身党派                              | 内閣                       | 在任期間                      | 備考               |
| 01                 | 1                  |                    | トゥンク・アブドゥル・ラーマン | 統一マレー国民組織 （同盟）           | 第1次                      | 1957年8月28日- 1959年4月15日  |                    |
| 02                 | 2                  |                    | アブドゥル・ラザク             | 統一マレー国民組織 （同盟）           | 第1次                      | 1959年4月16日- 1959年8月21日  |                    |
| 03                 | 3                  |                    | トゥンク・アブドゥル・ラーマン | 統一マレー国民組織 （同盟）           | 第2次                      | 1959年8月21日- 1963年9月16日  |                    |
| マレーシア首相     |                    |                    |                                |                                       |                            |                               |                    |
| 代                 | 期                 | 首相               | 首相                           | 出身党派                              | 内閣                       | 在任期間                      | 備考               |
| 01                 | 1                  |                    | トゥンク・アブドゥル・ラーマン | 統一マレー国民組織 （同盟）           | 第1次                      | 1963年9月16日- 1964年4月      |                    |
| 01                 | 2                  | 第2次              | トゥンク・アブドゥル・ラーマン | 統一マレー国民組織 （同盟）           | 1964年4月- 1969年5月       |                               |                    |
| 01                 | 3                  | 第3次              | トゥンク・アブドゥル・ラーマン | 統一マレー国民組織 （同盟）           | 1969年5月- 1970年9月22日   |                               |                    |
| 02                 | 4                  |                    | アブドゥル・ラザク             | 統一マレー国民組織 （同盟→ 国民戦線） | 第1次                      | 1970年9月22日- 1974年9月      |                    |
| 02                 | 5                  | 第2次              | アブドゥル・ラザク             | 統一マレー国民組織 （同盟→ 国民戦線） | 1974年9月- 1976年1月14日   |                               |                    |
| 03                 | 6                  |                    | フセイン・オン                 | 統一マレー国民組織 （国民戦線）       | 第1次                      | 1976年1月15日- 1978年7月      |                    |
| 03                 | 7                  | 第2次              | フセイン・オン                 | 統一マレー国民組織 （国民戦線）       | 1978年7月- 1981年7月16日   |                               |                    |
| 04                 | 8                  |                    | マハティール・ビン・モハマド   | 統一マレー国民組織 （国民戦線）       | 第1次                      | 1981年7月16日- 1982年4月      |                    |
| 04                 | 9                  | 第2次              | マハティール・ビン・モハマド   | 統一マレー国民組織 （国民戦線）       | 1982年4月- 1986年8月       |                               |                    |
| 04                 | 10                 | 第3次              | マハティール・ビン・モハマド   | 統一マレー国民組織 （国民戦線）       | 1986年8月- 1990年10月      |                               |                    |
| 04                 | 11                 | 第4次              | マハティール・ビン・モハマド   | 統一マレー国民組織 （国民戦線）       | 1990年10月- 1995年4月      |                               |                    |
| 04                 | 12                 | 第5次              | マハティール・ビン・モハマド   | 統一マレー国民組織 （国民戦線）       | 1995年4月- 1999年11月      |                               |                    |
| 04                 | 13                 | 第6次              | マハティール・ビン・モハマド   | 統一マレー国民組織 （国民戦線）       | 1999年11月- 2003年10月31日 |                               |                    |
| 05                 | 14                 |                    | アブドラ・バダウィ             | 統一マレー国民組織 （国民戦線）       | 第1次                      | 2003年10月31日- 2004年3月     |                    |
| 05                 | 15                 | 第2次              | アブドラ・バダウィ             | 統一マレー国民組織 （国民戦線）       | 2004年3月- 2008年3月       |                               |                    |
| 05                 | 16                 | 第3次              | アブドラ・バダウィ             | 統一マレー国民組織 （国民戦線）       | 2008年3月- 2009年4月3日    |                               |                    |
| 06                 | 17                 |                    | ナジブ・ラザク                 | 統一マレー国民組織 （国民戦線）       | 第1次                      | 2009年4月3日- 2013年5月       |                    |
| 06                 | 18                 | 第2次              | ナジブ・ラザク                 | 統一マレー国民組織 （国民戦線）       | 2013年5月- 2018年5月10日   |                               |                    |
| 07                 | 19                 |                    | マハティール・ビン・モハマド   | マレーシア統一プリブミ党 （希望連盟） | 第7次                      | 2018年5月10日- 2020年2月29日  | 2期目              |
| 08                 | 20                 |                    | ムヒディン・ヤシン             | マレーシア統一プリブミ党 （国民連盟） | 第1次                      | 2020年3月1日- 2021年8月21日   |                    |
| 09                 | 21                 |                    | イスマイル・サブリ・ヤアコブ   | 統一マレー国民組織 （国民戦線）       | 第1次                      | 2021年8月21日- 2022年11月24日 |                    |
| 10                 | 22                 |                    | アンワル・イブラヒム           | 人民正義党 （希望連盟）               | 第1次                      | 2022年11月24日- （現職）      |                    |